# 阿爾特米爾河

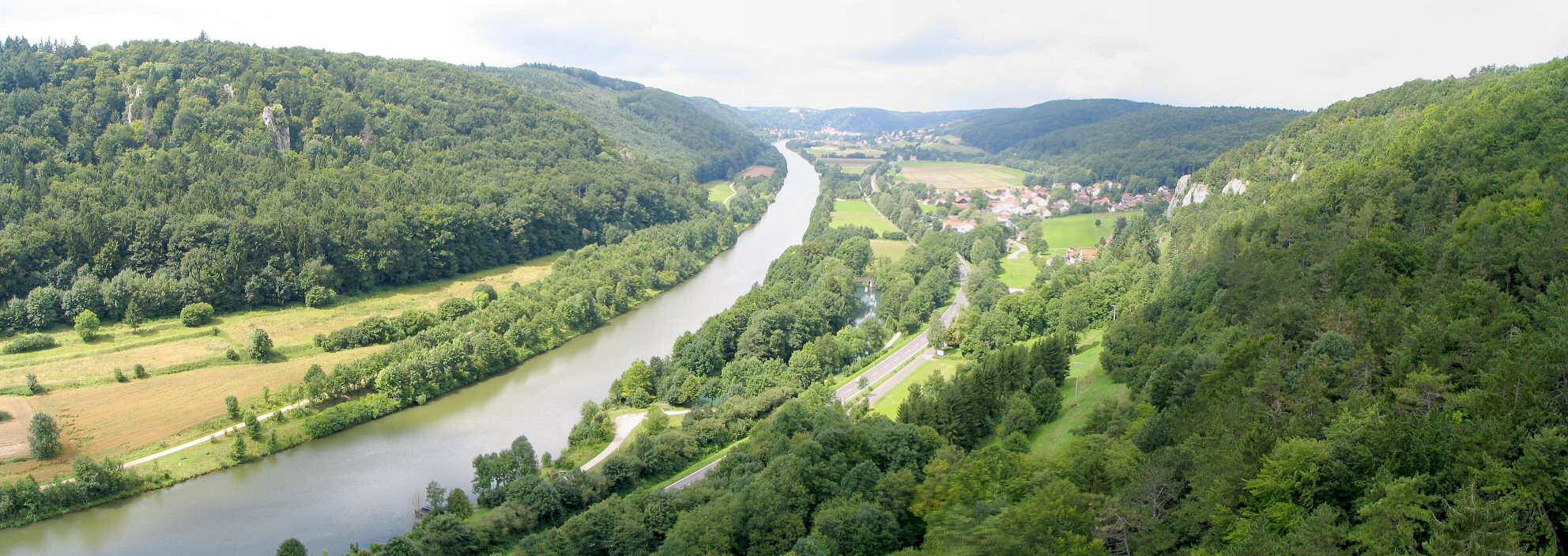

阿爾特米爾河（德語：Altmühl，發音：[ˈaltˌmyːl] ⓘ），德國巴伐利亚州的河流，屬於多瑙河的左支流，河道全長220公里，發源自中弗兰肯行政区，河畔城鎮有貢岑豪森、特罗伊希特林根、艾希施泰特和凱爾海姆。

## 外部連結
- Traces of a mighty paleo-Danube in the Altmühl Valley （页面存档备份，存于）

48°54′37″N 11°54′25″E / 48.91028°N 11.90694°E